# آلدیس هاج
آلدیس هاج (به انگلیسی: Aldis Hodge) (زاده ۲۰ سپتامبر ۱۹۸۶) بازیگر آمریکایی است.
از فیلم‌های معروف او می‌توان به بازی در فیلم جک‌ریچر: هرگز بازنگرد و اجاره‌نشین‌ها اشاره کرد. او در سال ۲۰۲۲ در فیلم بلک ادم از دنیای توسعه‌یافته دی‌سی در نقش کارتر هال / هاوک‌من ظاهر شد.

## گزیدهٔ فیلم‌شناسی

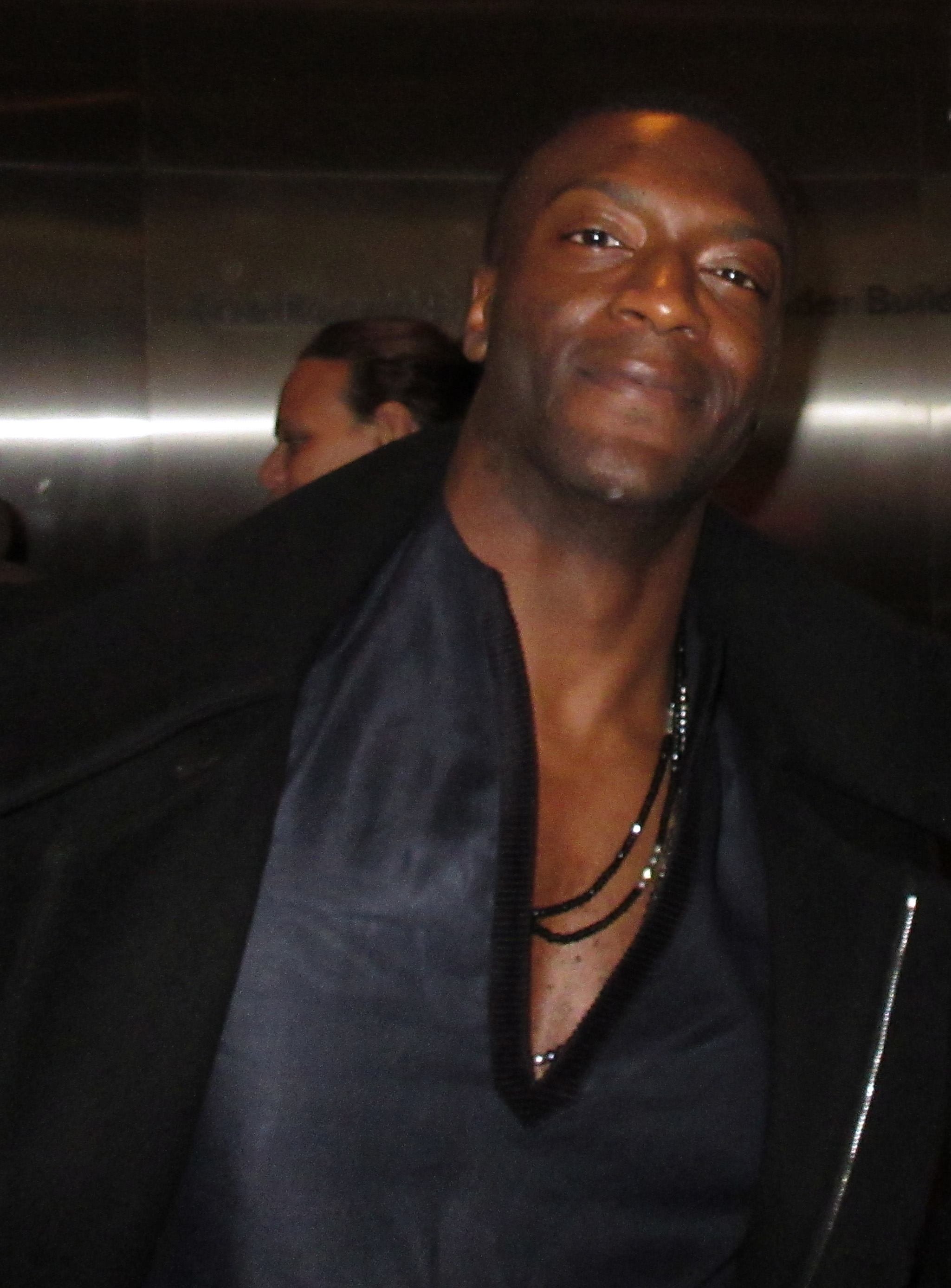
هاج در سال ۲۰۱۹ در نیویورک

### گزیده آثار سینمایی
| سال  | عنوان                  | نقش                    | یادداشت‌ها           |
| ---- | ---------------------- | ---------------------- | ------------------- |
| ۱۹۹۵ | جان‌سخت ۳               | ریموند                 | نخستین فیلم سینمایی |
| ۲۰۰۰ | خانه مامان بزرگ        | نوجوان بسکتبال شماره ۲ |                     |
| ۲۰۰۴ | قاتلین پیرزن           | دونات گانگستر          |                     |
| ۲۰۰۵ | اجاره‌نشین‌ها            | سام کلمنس              |                     |
| ۲۰۰۵ | ادموند                 |                        |                     |
| ۲۰۰۶ | خوش‌قدم                 | صداهای دیگر            |                     |
| ۲۰۰۶ | رؤیاهای آمریکایی       | سرباز چاک              |                     |
| ۲۰۰۹ | شن‌های قرمز             | ترور                   |                     |
| ۲۰۱۲ | شرق                    | آنارشیست سابق نظامی    |                     |
| ۲۰۱۳ | یک روز خوب برای جان‌سخت | ستوان فاکسی            |                     |
| ۲۰۱۵ | مستقیم از کامپتن       | ام سی رن               |                     |
| ۲۰۱۶ | جک ریچر: هرگز بازنگرد  | کاپیتان آنتونی اسپین   |                     |
| ۲۰۱۶ | ارقام پنهان            | لوی جکسون              |                     |
| ۲۰۱۸ | برایان بنکس            | برایان بنکس            |                     |
| ۲۰۱۹ | رحم                    | آنتونی وودز            |                     |
| ۲۰۱۹ | آنچه مردان می‌خواهند    | ویل                    |                     |
| ۲۰۲۰ | مرد نامرئی             | جیمز لنیر              |                     |
| ۲۰۲۰ | یک شب در میامی         | جیم براون              |                     |
| ۲۰۲۱ | کیک تولد               |                        |                     |
| ۲۰۲۲ | بلک ادم                | هاوک‌من / کارتر هال     |                     |

### گزیده آثار تلویزیونی
| سال       | عنوان                    | نقش                 | یادداشت‌ها                          |
| --------- | ------------------------ | ------------------- | ---------------------------------- |
| ۱۹۹۹      | بافی قاتل خون‌آشام‌ها      | نوجوان نقابدار      | قسمت: «ترس، خودش»                  |
| ۲۰۰۰      | قاضی ایمی                | لستر کلنسی          | قسمت: «تحمل صفر»                   |
| ۲۰۰۱–۲۰۰۸ | سی‌اس‌آی                   | تونی تورپ           | ۲ قسمت                             |
| ۲۰۰۱      | بکر                      | فارغ‌التحصیل شماره ۱ | قسمت: «½ ۲۰۰۱: ادیسه فارغ‌التحصیلی» |
| ۲۰۰۲      | بوستون پابلیک            | آندره               | قسمت: «فصل سی و هفتم»              |
| ۲۰۰۲      | افسون‌شده                 | تری                 | قسمت: «زنده‌باد ملکه»               |
| ۲۰۰۳      | بخش فوریت‌های پزشکی       | مرد جوان            | قسمت: «گمشده»                      |
| ۲۰۰۳      | پرونده سرد               | میسون تاکر جوان     | قسمت: «دونده»                      |
| ۲۰۰۶      | استخوان‌ها                | جیمی مرتون          | قسمت: «سرباز روی قبر»              |
| ۲۰۰۷      | سوپرنچرال                | جیک تالی            | ۲ قسمت                             |
| ۲۰۰۹      | کسل                      | ازی                 | قسمت: «همیشه از خرده‌فروشی بخر»     |
| ۲۰۱۰      | درمانگاه خصوصی           | عیسو آجاوکه         | قسمت: «ترس از پرواز»               |
| ۲۰۱۱      | سی‌اس‌آی: میامی            | آیزایا استایلز      | قسمت: «گناه‌کار همه‌چیز را می‌گیرد»   |
| ۲۰۱۴      | مردگان متحرک             | مایک                | قسمت: «سپس»؛ فصل ۴ اپیزود ۹        |
| ۲۰۱۴–۲۰۱۷ | انقلاب: جاسوسان واشینگتن | جردن / آکینبود      | تکرارشونده، ۱۷ قسمت                |
| ۲۰۱۷      | فهرست سیاه               | ماریو دیکسون        | قسمت: «آقای کاپلان»                |
| ۲۰۱۷      | آینه سیاه                | جک                  | قسمت: «موزه سیاه»                  |

### بازی‌های ویدیوئی
| سال  | پروژه                        | نقش        |
| ---- | ---------------------------- | ---------- |
| ۲۰۰۴ | اتومبیل‌دزدی بزرگ: سن آندریاس | عابر پیاده |
| ۲۰۱۸ | ان‌بی‌ای ۲کا۱۹                 | کوری هریس  |